# Hieronim Góralewski
Hieronim Góralewski (ur. 14 września 1884 w Będzitowie, zm. 1940 w ZSRR) – porucznik rezerwy piechoty Wojska Polskiego, naczelnik Ochotniczej Straży Pożarnej w Skałacie, ofiara zbrodni katyńskiej.
Urodził się 14 września 1884 w Będzitowie jako syn Bartłomieja. Zweryfikowany w stopniu porucznika ze starszeństwem z dniem 1 czerwca 1919 w korpusie oficerów piechoty. W 1934 pozostawał w ewidencji Powiatowej Komendy Uzupełnień Tarnopol, posiadając przydział do Oficerskiej Kadry Okręgowej Nr VI.
Jego nazwisko znalazło się na tzw. Ukraińskiej Liście Katyńskiej, na liście dyspozycyjnej 41/1-56.